# Plourin
Plourin é uma comuna francesa na região administrativa da Bretanha, no departamento Finisterra. Estende-se por uma área de 25,57 km². Em 2010 a comuna tinha 1 270 habitantes (densidade: 49,7 hab./km²).